# Hans Nicolussi
Hans Nicolussi Caviglia (Aosta, 18 juni 2000) is een Italiaans voetballer die bij voorkeur als centrale middenvelder speelt. Hij debuteerde in 2019 in de hoofdmacht bij Juventus.

## Clubcarrière
Hans Nicolussi Caviglia maakte op 8 maart 2019 zijn debuut in de hoofdmacht van Juventus. Hij viel in voor Moise Kean in een 4-1 thuisoverwinning op Udinese. In de zomer 2019 werd Nicolussi verhuurd aan Perugia Calcio om ervaring op te doen. Daar was hij een seizoen lang een vaste kracht. In oktober 2020 mocht Nicolussi wederom verhuurd worden, ditmaal aan Parma in de Serie A.